# Limes & Napoleon
Limes & Napoleon, scritto Limes + Napoleon sulla copertina, è un videogioco che rappresenta una sfida tra due robot, pubblicato nel 1989 per Amiga e Commodore 64 dall'editrice tedesca EAS Software. La versione di origine fu quella per Commodore 64, interamente realizzata da Andreas Mettler, che nel suo sito cita anche l'esistenza di una conversione per Atari ST, ma non ne risulta alcuna traccia.

## Modalità di gioco
Il gioco è per un giocatore contro il computer o per due giocatori in competizione; in entrambi i casi i due avversari controllano rispettivamente i robot Limes e Napoleon che si affrontano in una specie di competizione sportiva. La schermata di gioco è sempre divisa in due orizzontalmente e ogni metà mostra la visuale centrata su uno dei robot. L'arena, bidimensionale, è mostrata con visuale di profilo a scorrimento orizzontale.
L'obiettivo del gioco è prendere la Glidstar, una stellina luminosa che si trova al centro dell'arena e portarla alla porta dell'avversario per segnare punti.
Limes e Napoleon hanno l'aspetto di sfere dotate di gambe e di una specie di proboscide con cui raccolgono la stella. Oltre a correre a destra e sinistra, hanno la capacità di appallottolarsi e rotolare, mossa utilizzabile per colpire l'avversario, stordirlo momentaneamente e fargli perdere il possesso della stella. Ci sono piattaforme sopraelevate sulle quali i robot possono saltare. La velocità del proprio robot può essere regolata durante la partita su tre valori. Ciascun robot ha inoltre un secondo corpo alternativo, e può passare quando vuole dal controllo dell'uno al controllo dell'altro.
Sono disponibili 10 diverse arene e in ogni partita ci si affronta su due di esse, ciascuna selezionabile da uno dei giocatori, in due tempi di durata predeterminata. Possono essere presenti diversi elementi speciali come teletrasporti, ascensori, nastri trasportatori. Occasionalmente può fare delle rapide apparizioni un terzo robot che tende a ostacolare il contendente che sta vincendo.